# 蓝耳翠鸟
蓝耳翠鸟（学名：Alcedo meninting）为翠鸟科翠鸟属的鸟类。该物种的模式产地在爪哇。

## 保护
- 中国国家重点保护动物等级：二级

## 亚种
- 蓝耳翠鸟云南亚种（学名：Alcedo meninting coltarti）。在中国大陆，分布于云南等地。该物种的模式产地在印度。[2]

## 其他
在2025年中结束运营的耶魯-新加坡國立大學學院曾在2017年至学院关闭之际将其作为学院吉祥物。